# Topsail Beach
Topsail Beach és una població dels Estats Units a l'estat de Carolina del Nord. Segons el cens del 2008 tenia 581 habitants.

## Demografia
Segons el cens del 2000, Topsail Beach tenia 471 habitants, 252 habitatges i 159 famílies. La densitat de població era de 41,6 habitants per km².
Dels 252 habitatges en un 9,5% hi vivien nens de menys de 18 anys, en un 58,3% hi vivien parelles casades, en un 2% dones solteres, i en un 36,9% no eren unitats familiars. En el 31,7% dels habitatges hi vivien persones soles el 10,7% de les quals corresponia a persones de 65 anys o més que vivien soles. El nombre mitjà de persones vivint en cada habitatge era d'1,87 i el nombre mitjà de persones que vivien en cada família era de 2,26.
Per edats la població es repartia de la següent manera: un 7% tenia menys de 18 anys, un 4,5% entre 18 i 24, un 17,6% entre 25 i 44, un 44,2% de 45 a 60 i un 26,8% 65 anys o més.
L'edat mediana era de 56 anys. Per cada 100 dones de 18 o més anys hi havia 102,8 homes.
Entorn del 0,8% de les famílies i el 6,7% de la població estaven per davall del llindar de pobresa.

## Poblacions més properes
El següent diagrama mostra les poblacions més properes.